# Liste der denkmalgeschützten Objekte in Kalsdorf bei Graz
Die Liste der denkmalgeschützten Objekte in Kalsdorf bei Graz enthält die 11 denkmalgeschützten, unbeweglichen Objekte der Gemeinde Kalsdorf bei Graz im steirischen Bezirk Graz-Umgebung.

## Denkmäler
| Foto |                 | Denkmal                                                                    | Standort                                        | Beschreibung | Metadaten |
| ---- | --------------- | -------------------------------------------------------------------------- | ----------------------------------------------- | --- | --- |
| ja   | Datei hochladen | Ortskapelle Großsulz HERIS-ID: 97923 Objekt-ID: 113791                     | Großsulz Standort KG: Großsulz                  | | BDA-Hist.: Q37770866 Status: § 2a Stand der BDA-Liste: 2025-06-30 Name: Ortskapelle Großsulz GstNr.: .15/3 Ortskapelle Großsulz                                     |
| ja   | Datei hochladen | Metallplastik Frau mit Laute HERIS-ID: 97909 Objekt-ID: 113777             | Friedhofstraße Standort KG: Kalsdorf            | | BDA-Hist.: Q37770829 Status: § 2a Stand der BDA-Liste: 2025-06-30 Name: Metallplastik Frau mit Laute GstNr.: 331/6                                                  |
| ja   | Datei hochladen | Friedhofsportal HERIS-ID: 97907 Objekt-ID: 113775                          | bei Friedhofstraße 12 Standort KG: Kalsdorf     | | BDA-Hist.: Q37770811 Status: § 2a Stand der BDA-Liste: 2025-06-30 Name: Friedhofsportal GstNr.: 331/5                                                               |
| ja   | Datei hochladen | Aufbahrungshalle HERIS-ID: 97908 Objekt-ID: 113776                         | Friedhofstraße 18 Standort KG: Kalsdorf         | | BDA-Hist.: Q37770819 Status: § 2a Stand der BDA-Liste: 2025-06-30 Name: Aufbahrungshalle GstNr.: 331/6                                                              |
| ja   | Datei hochladen | Dr. Adolf-Schärf-Schule HERIS-ID: 97912 Objekt-ID: 113780                  | Fritz-Matzner-Weg 5 Standort KG: Kalsdorf       | Das Schulgebäude wurde 1962–1968 nach Plänen von Hans Ilgerl, Boris Peneff und Wolfgang Walch erbaut. Die Fassade wird durch die Abwechslung von Klassentrakten und Stiegenhäusern rhythmisiert. | BDA-Hist.: Q37770835 Status: § 2a Stand der BDA-Liste: 2025-06-30 Name: Dr. Adolf-Schärf-Hauptschule GstNr.: 356/3                                                  |
| ja   | Datei hochladen | Kath. Pfarrkirche St. Paul HERIS-ID: 51561 Objekt-ID: 57239                | Hauptstraße Standort KG: Kalsdorf               | Die Kirche ist dem heiligen Paul geweiht. Der Sakralbau wurde von 1963 bis 1965 nach den Plänen des Architekten Hermann Worschitz errichtet. Es handelt sich dabei um eine Betonkonstruktion mit freistehendem Glockenturm. Die Glasgemälde stammen von der Künstlerin Helga Zoltner, das Hochaltarkreuz von Alexander Silveri und die Marienstatue von Josef Papst. | BDA-Hist.: Q43794752 Status: § 2a Stand der BDA-Liste: 2025-06-30 Name: Kath. Pfarrkirche St. Paul GstNr.: 12/2 Pfarrkirche Kalsdorf bei Graz                       |
| ja   | Datei hochladen | Pfarrheim HERIS-ID: 97896 Objekt-ID: 113764                                | Hauptstraße 126 Standort KG: Kalsdorf           | | BDA-Hist.: Q37770770 Status: § 2a Stand der BDA-Liste: 2025-06-30 Name: Pfarrheim GstNr.: 12/2                                                                      |
| ja   | Datei hochladen | Pfarrhof (Außenerscheinung) HERIS-ID: 97895 Objekt-ID: 113763              | Hauptstraße 128 Standort KG: Kalsdorf           | | BDA-Hist.: Q37770759 Status: § 2a Stand der BDA-Liste: 2025-06-30 Name: Pfarrhof (Außenerscheinung) GstNr.: 12/2                                                    |
| ja   | Datei hochladen | Bildstock (sog. Pestkreuz) und Pesthügel HERIS-ID: 97917 Objekt-ID: 113785 | gegenüber Hauptstraße 156 Standort KG: Kalsdorf | | BDA-Hist.: Q37770846 Status: § 2a Stand der BDA-Liste: 2025-06-30 Name: Bildstock (sog. Pestkreuz) und Pesthügel GstNr.: 76, 77                                     |
| BW   | Datei hochladen | Römerzeitliche Siedlung (vicus) HERIS-ID: 59560 Objekt-ID: 70957           | Kalsdorf Standort KG: Kalsdorf                  | Der römerzeitliche Vicus wurde 1990 ergraben. | BDA-Hist.: Q38087736 Status: Bescheid Stand der BDA-Liste: 2025-06-30 Name: Römerzeitliche Siedlung (vicus) GstNr.: 633/2, 420/3, 420/5, 636, 1166/22, 633/1, 431/9 |
| BW   | Datei hochladen | Römerzeitliche Villa Thalerhof HERIS-ID: 64113 Objekt-ID: 76814            | Thalerhof Standort KG: Thalerhof                | | BDA-Hist.: Q38105415 Status: Bescheid Stand der BDA-Liste: 2025-06-30 Name: Römerzeitliche Villa Thalerhof GstNr.: 26/5, 26/8, 31/1                                 |

## Ehemalige Denkmäler
| Foto |                 | Denkmal                                               | Standort               | Beschreibung | Metadaten |
| ---- | --------------- | ----------------------------------------------------- | ---------------------- | --- | --- |
| ja   | Datei hochladen | Schloss Thalerhof von 30. April 1987 bis 5. Juli 2000 | Standort KG: Thalerhof | Das ehemalige Schloss Thalerhof entstand aus einem Bauernhof, der sich seit dem 16. Jahrhundert nachweisen lässt und der gegen Ende des 17. Jahrhunderts ausgebaut wurde. Das Schloss selbst war im Stil der Renaissance gestaltet und hatte einen Dachreiter sowie auf der Hofseite Arkaden. Die Schlosskapelle wurde 1897 errichtet und nach 1904 aufgelassen. Die von Rudolf Achleitner geschaffenen Malereien in der Kapelle blieben aber noch bis zum Abriss des Schlosses erhalten. Im 19. Jahrhundert wurde das Schloss als landwirtschaftliche Schule genutzt, ehe es an Privatpersonen verkauft wurde. Diese ließen das Anwesen verfallen, da es auch ein Hindernis für den Ausbau des benachbarten Flughafen Graz bildete. Die Betriebsgesellschaft des Flughafens kaufte den Thalerhof schließlich 1988 und ließ ihn nach der Aufhebung des Denkmalschutzes im Jahr 2000 abreißen. | BDA-Hist.: Q124139887 Status: Bescheid Stand der BDA-Liste: Name: Schloss Thalerhof GstNr.: Schloss Thalerhof |